# Jan Lieftink
Jan Lieftink (Kampen, 21 november 1947) is een Nederlands voormalig voetballer die als doelman voor PEC Zwolle speelde.

## Carrièrestatistieken
| Seizoen         | Club            | Land            | Competitie      | Competitie | Competitie | Beker | Beker | Internationaal | Internationaal | Overig | Overig | Totaal | Totaal |
| Seizoen         | Club            | Land            | Competitie      | Wed.       | Dlp.       | Wed.  | Dlp.  | Wed.           | Dlp.           | Wed.   | Dlp.   | Wed.   | Dlp.   |
| --------------- | --------------- | --------------- | --------------- | ---------- | ---------- | ----- | ----- | -------------- | -------------- | ------ | ------ | ------ | ------ |
| 1969/70         | PEC             | Nederland       | Eerste divisie  | –          | 0          | 0     | 0     | –              | –              | –      | –      | –      | 0      |
| 1970/71         | PEC             | Nederland       | Tweede divisie  | –          | 0          | 0     | 0     | –              | –              | –      | –      | –      | 0      |
| 1971/72         | PEC Zwolle      | Nederland       | Eerste divisie  | –          | 0          | 0     | 0     | –              | –              | –      | –      | –      | 0      |
| 1972/73         | PEC Zwolle      | Nederland       | Eerste divisie  | –          | 0          | 0     | 0     | –              | –              | 3      | 0      | –      | 0      |
| 1973/74         | PEC Zwolle      | Nederland       | Eerste divisie  | –          | 0          | 0     | 0     | –              | –              | –      | –      | –      | 0      |
| Carrière totaal | Carrière totaal | Carrière totaal | Carrière totaal | –          | 0          | 0     | 0     | –              | 0              | 3      | 0      | –      | 0      |